# Saint-Thurien (Finisterre)
 Saint-Thurien  (en bretón Sant-Turian) es una población y comuna francesa, que está situada en la región de Bretaña, departamento de Finisterre, en el distrito de Quimper y cantón de Scaër.

## Demografía
| 1201 | 1054 | 967 | 925 | 883 | 843 |
| Para los censos de 1962 a 1999 la población legal corresponde a la población sin duplicidades (Fuente: INSEE [Consultar]) |      |     |     |     |     |